# Subdistritos do Botswana

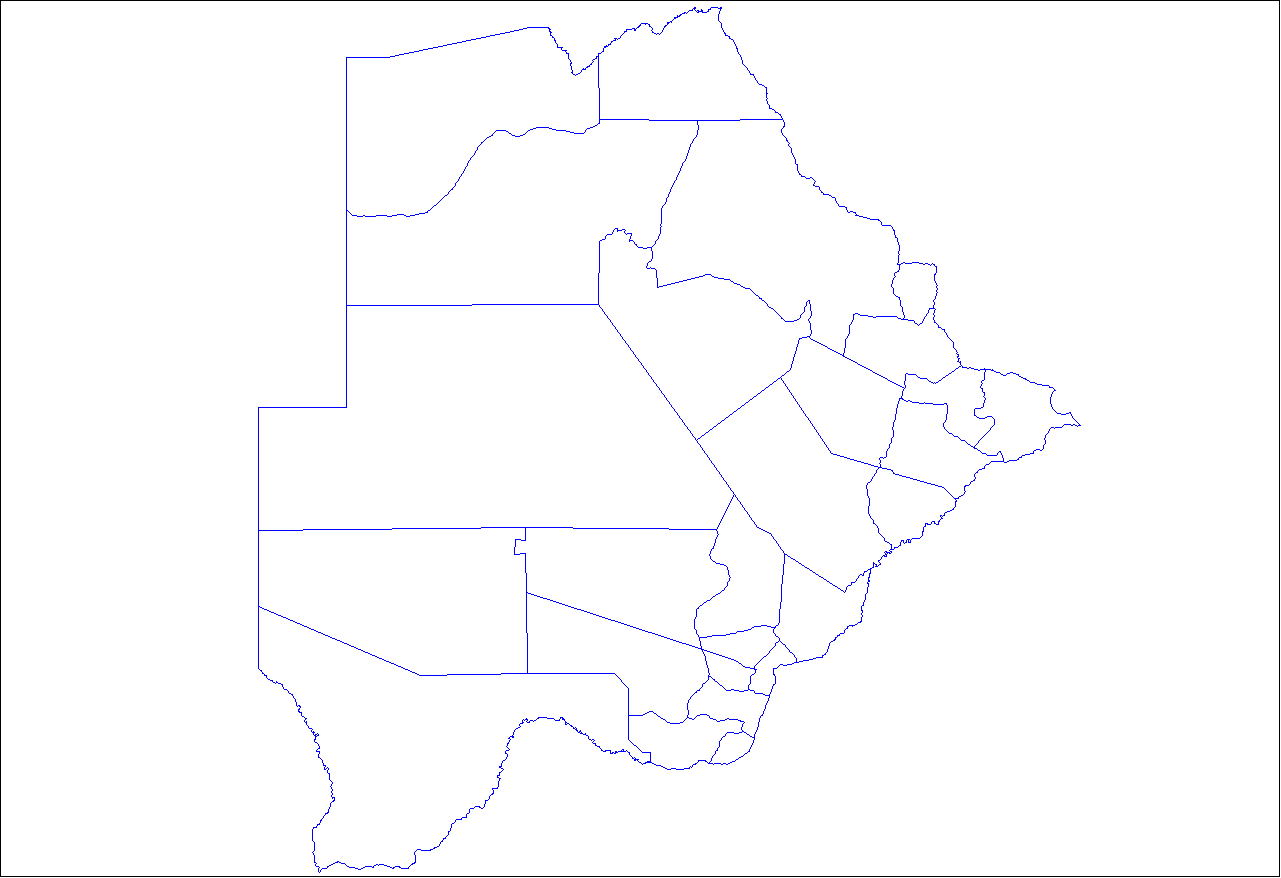
Subdistritos de Botswana.

Os distritos de Botswana são subdivididos em subdistritos. Os subdistritos estão listados abaixo, por distrito rural:

## Central
- Bobirwa
- Boteti
- Mahalapye
- Serowe Palapye
- Tutume

## Chobe
- Chobe

## Ghanzi
- Central Kgalagadi Game Reserve
- Ghanzi

## Kgalagadi
- Kgalagadi North
- Kgalagadi South

## Kgatleng
- Kgatleng

## Kweneng
- Kweneng East
- Kweneng West

## Nordeste
- North East

## Noroeste
- Ngamiland Delta
- Ngamiland East com sede em Maun
- Ngamiland West

## Sudeste
- South East

## Sul
- Barolong
- Ngwaketse
- Ngwaketse West